# 吉原美穂子
吉原 美穂子（よしはら みほこ、1971年11月11日 - ）は、佐賀県出身の元競艇選手。登録番号3531。身長165cm。血液型O型。68期。同期に山一鉄也、松本勝也、野澤大二らがいる。

## 来歴
- 1991年5月、福岡競艇場でデビュー。
- 1994年7月の大村競艇場において初勝利した（228走目）。
- 優勝は通算2回で、2003年7月の三国競艇場での女子リーグ戦で初優勝。その後、2007年10月の多摩川競艇場での男女混合戦で6コースから捲って2回目の優勝を果たした。
- JAL女子王座決定戦競走には2003年から7年連続で出場し、2009年3月、尼崎競艇場で行われた女子王座にも出場したが最終日に引退を表明。1Rに出場した吉原は見事1着でゴールして有終の美を飾り、レース後、選手のほぼ全員が参加して水神祭が行われた。

## 戦績
- 出走回数：3047回
- 1着回数：413回
- 優出回数：19回
- 優勝回数：2回
- フライング(F)回数：15回
- 出遅れ(L)回数：2回
- 通算勝率：4.65
- 2連対率：27.50
- 3連対率：42.50
- 生涯獲得賞金：208,242,500円